# Les Pulpeuses
Pour plus de détails, voir Fiche technique et Distribution.
Les Pulpeuses (Sugar Cookies) est un film policier érotique américain réalisé par Theodore Gershuny et sorti en 1973.

## Synopsis
Lorsqu'un jeune mannequin séduisant (Lynn Lowry) est poussé au suicide devant la caméra par son petit ami pornographe, sa partenaire lesbienne (Mary Woronov) a un plan de vengeance : avec l'aide d'un sosie exact de sa compagne, elle met au point un plan pour faire tomber définitivement le trafiquant de drogue véreux.

## Fiche technique
- Titre français : Les Pulpeuses[1]
- Titre original : Sugar Cookies[2]
- Réalisation : Theodore Gershuny
- Scénario : Theodore Gershuny, Lloyd Kaufman
- Photographie : László Kovács
- Montage : Eric Jenkins
- Musique : Jack Nitzsche
- Décors : Thomas L. Roysden
- Production : Lloyd Kaufman, Ami Artzi, Oliver Stone
- Studio de production : Armor Films Inc.
- Pays de production :  États-Unis
- Langue originale : anglais américain
- Format : couleurs par Eastmancolor - 1,85:1 - Son mono - 35 mm
- Genre : Film policier, érotique
- Durée : 82 minutes
- Dates de sortie :
  - États-Unis : 31 janvier 1973 (New York)
  - France : 8 novembre 1973

## Distribution
- George Shannon - Max Pavell
- Mary Woronov - Camilla Stone
- Lynn Lowry - Alta Leigh / Julie Kent
- Monique van Vooren - Helene
- Maureen Byrnes - Dola
- Daniel Sadur - Gus
- Ondine (en) - Roderick
- Jennifer Welles - Max's Secretary

## Production
Kaufman a écrit le film en 1973 et, avec Theodore Gershuny et Ami Artzi, il a créé une société cinématographique appelée Armor Films afin de le produire. Kaufman a réussi à réunir lui-même 100 000 dollars et a décidé de réaliser le film, en engageant son ami Oliver Stone comme producteur associé. Avant la production, Kaufman a décidé de confier le poste de réalisateur à Gershuny, plus expérimenté, qui, en retour, a réécrit le scénario de Kaufman et fait jouer sa femme de l'époque, Mary Woronov.